# 透鏡狀層理

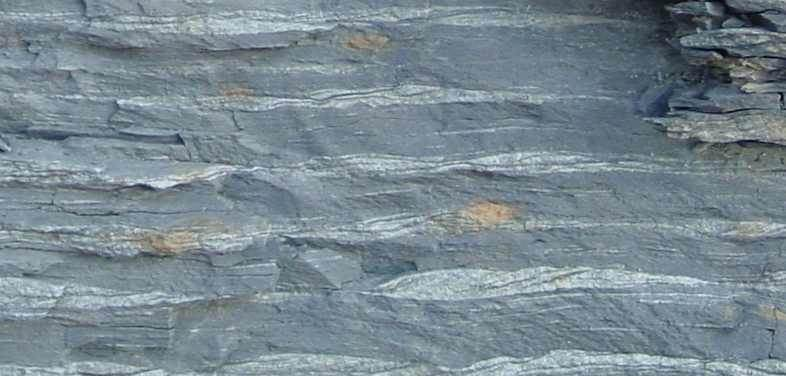
Kentucky州Pennsylvanian紀的透鏡狀層理標本，顯示厚層泥岩蓋在透鏡狀砂體

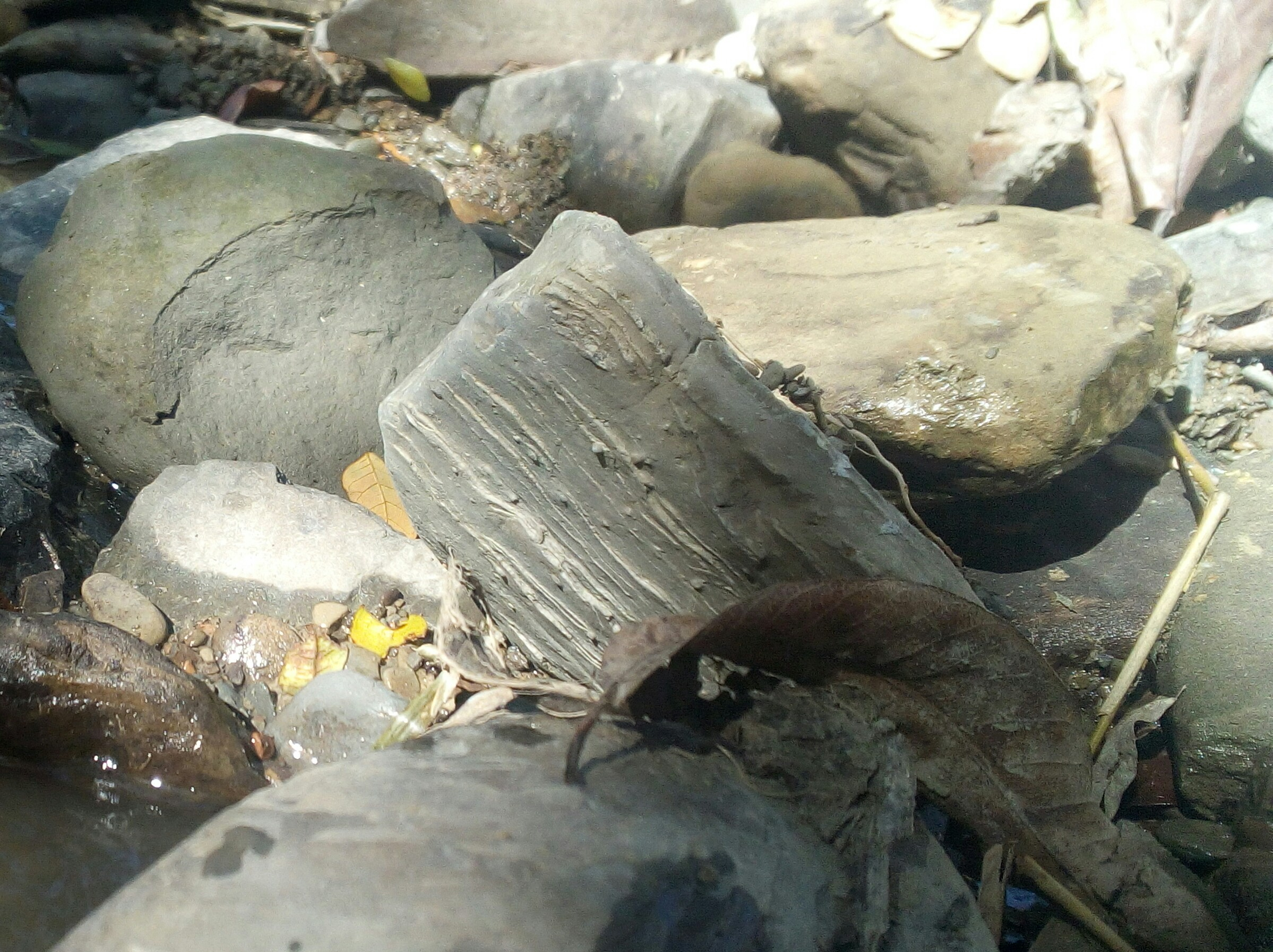
透鏡狀層理

透鏡狀層理（英語：Lenticular bedding）是一種層理，其沉積紋理由泥砂交替層組成。其中砂層較薄呈透鏡狀，屬高水流速沉積物。厚層泥層屬懸浮沉積物，在靜水中沉澱于沙層的頂部。透鏡狀層理代表高能環境沉積，例如潮間帶和潮上帶。透鏡狀層理和雙流向層理之區分在泥砂交替層的相對厚度。前者泥層厚，後者砂層厚。地質學家使用透鏡狀層理來證明潮汐節律、潮流和退潮的依據。